# Wald-Sanikel
Der Wald-Sanikel bzw. Waldsanikel oder kurz Sanikel (Sanicula europaea), auch Wundsanikel und Waldklette genannt, ist eine Pflanzenart der Gattung Sanikel (Sanicula) innerhalb der Familie der Doldenblütler (Apiaceae). Sie gedeiht in Wäldern in weiten Teilen Eurasiens und Nordafrikas.

## Beschreibung und Phänologie

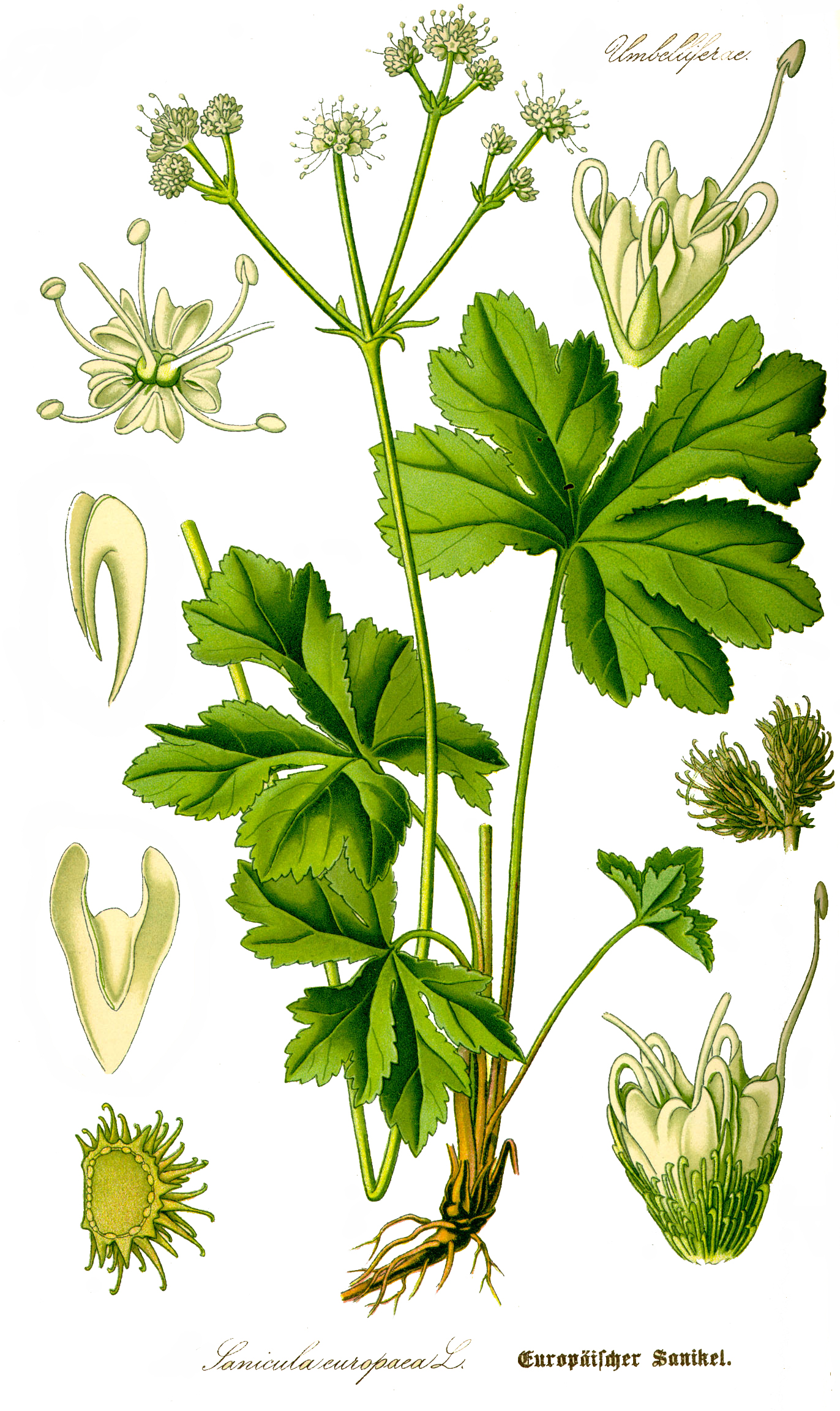
Illustration

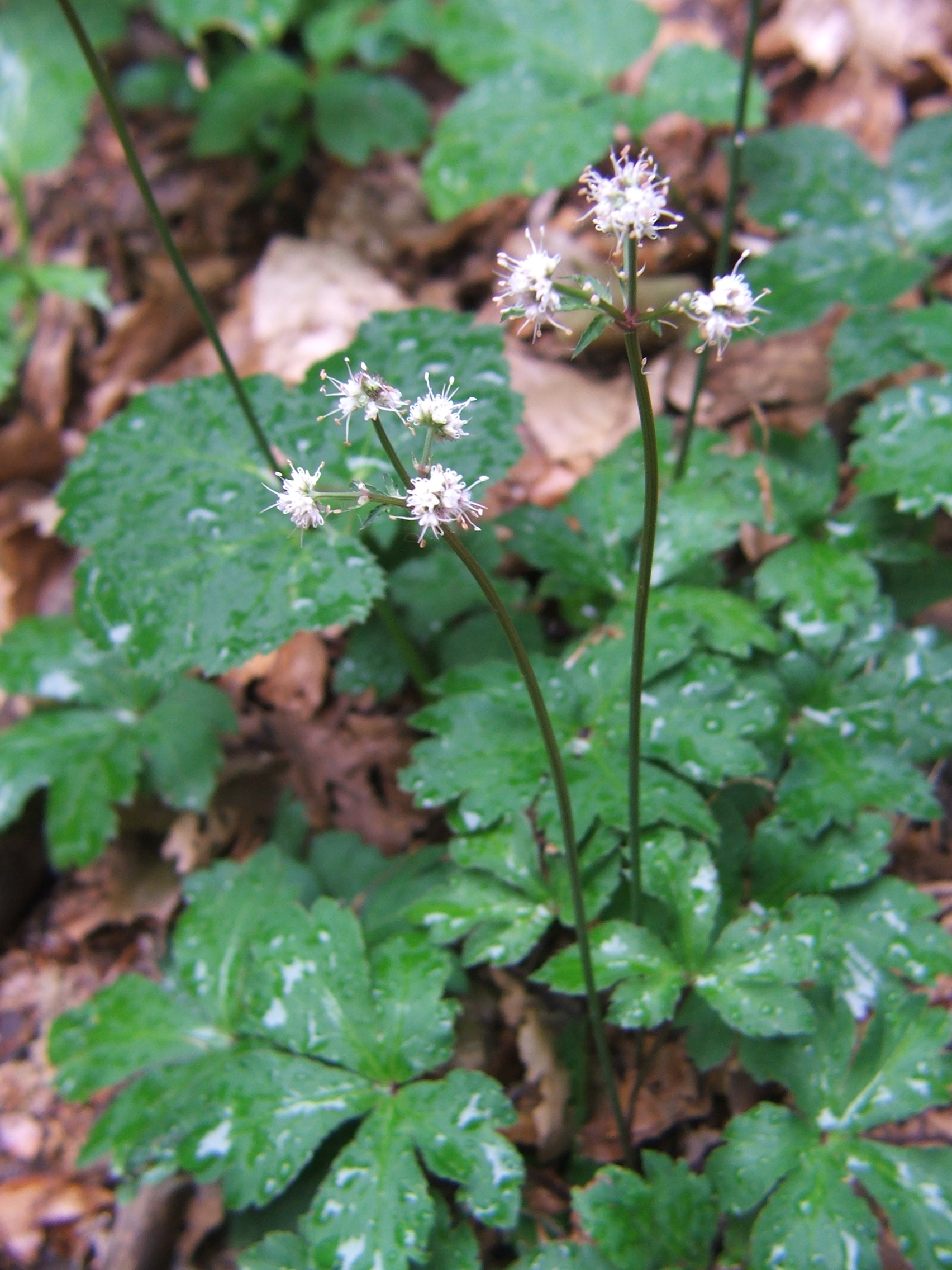
Habitus und doppeldoldige Blütenstände

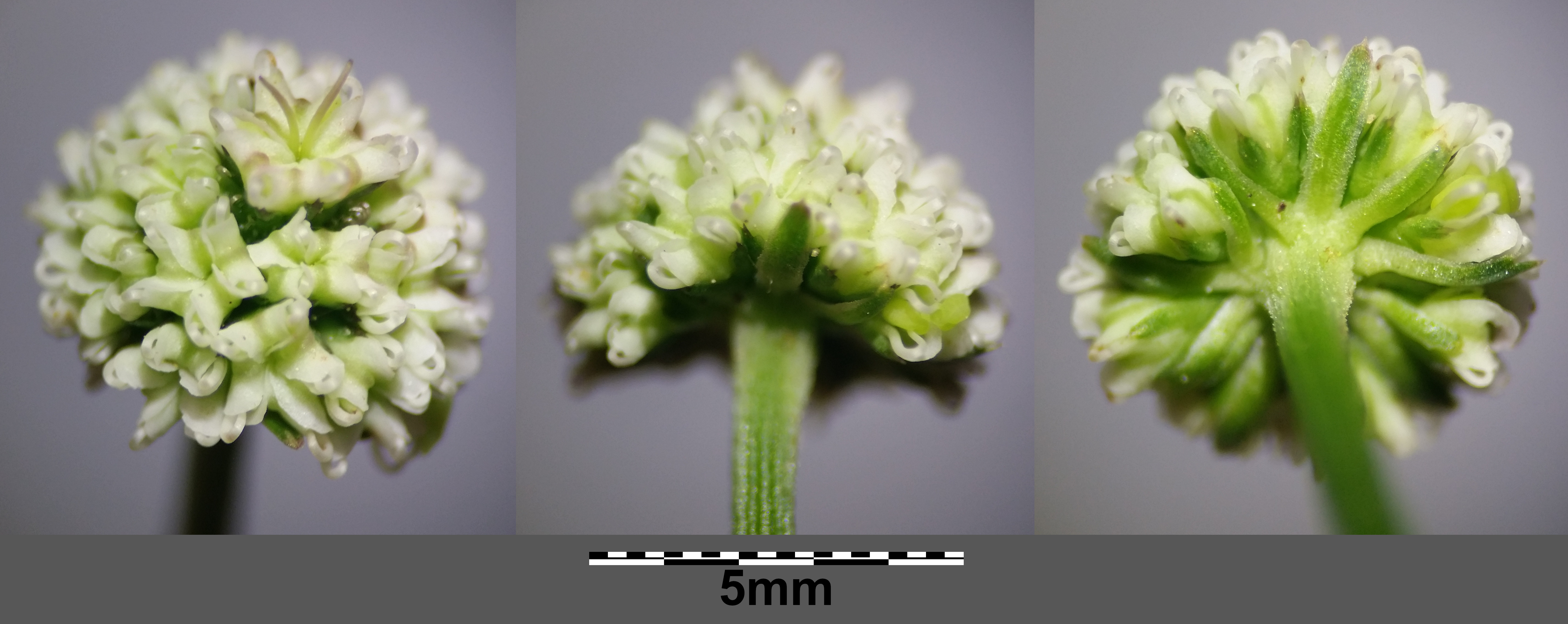
Blütenstand

### Vegetative Merkmale
Der Wald-Sanikel wächst als überwinternd grüne, ausdauernde krautige Pflanze und erreicht Wuchshöhen von 20 bis 60 Zentimetern. Die Grundachse wächst fast waagrecht, ist kurz, wie abgebissen und mit dicklichen Fasern besetzt. Die Stängel sind meist einzeln und aufrecht. Der Stängel besitzt nur wenige Laubblätter oder er ist ganz blattlos.
Die grundständigen Laubblätter sind in Blattstiel und spreite gegliedert. Der Blattstiel ist relativ lang. Die dunkel-grüne und am Rand gesägte Blattspreite ist bei einer Länge von 4 bis 6 Zentimetern sowie einer Breite von 6 bis 10 Zentimetern kreisrund bis herzförmig, handförmig drei- bis fünfteilig. Die Zähne des Blattrands besitzen eine grannenartige Spitze. Die Stängel- und Hochblätter sind, wenn vorhanden, den Grundblättern ähnlich, aber weniger geteilt und kleiner.

### Generative Merkmale
Die Blütezeit reicht von Mai bis Juli, die Fruchtreife von August bis Oktober. Es wird – für Doldenblütengewächse untypisch – ein nicht strikt doppeldoldiger, etwas unregelmäßiger Blütenstand gebildet. Sowohl die Dolde als auch die Döldchen sind mit Hochblättern versehen. Die Döldchen sind von mehr oder weniger halbkugeliger Gestalt. Die Blüten sind weiß (selten rosafarben). Die kopfförmigen Döldchen enthalten in der Regel in der Mitte ein bis drei Zwitterblüten, die von 20 bis 30 sich später entwickelnden rein männlichen Blüten umgeben sind. Die Kelchblätter sind sehr schmal und spitz und etwa 1 Millimeter lang. Die Kronblätter sind etwa 1,5 Millimeter lang, breit verkehrt-dreieckig oder verkehrt-eiförmig mit einem eingeschlagenen, schmal.dreieckigen Läppchen. Der Griffel ist mehrmals länger als die Kelchblätter und zuletzt spiralförmig zurückgebogen.
Die Doppelachänen sind etwa 4 bis 5 Millimeter lang, braun-schwarz und allseitig dicht mit hakig gekrümmten Stacheln besetzt.
Die Chromosomenzahl beträgt 2n = 16.

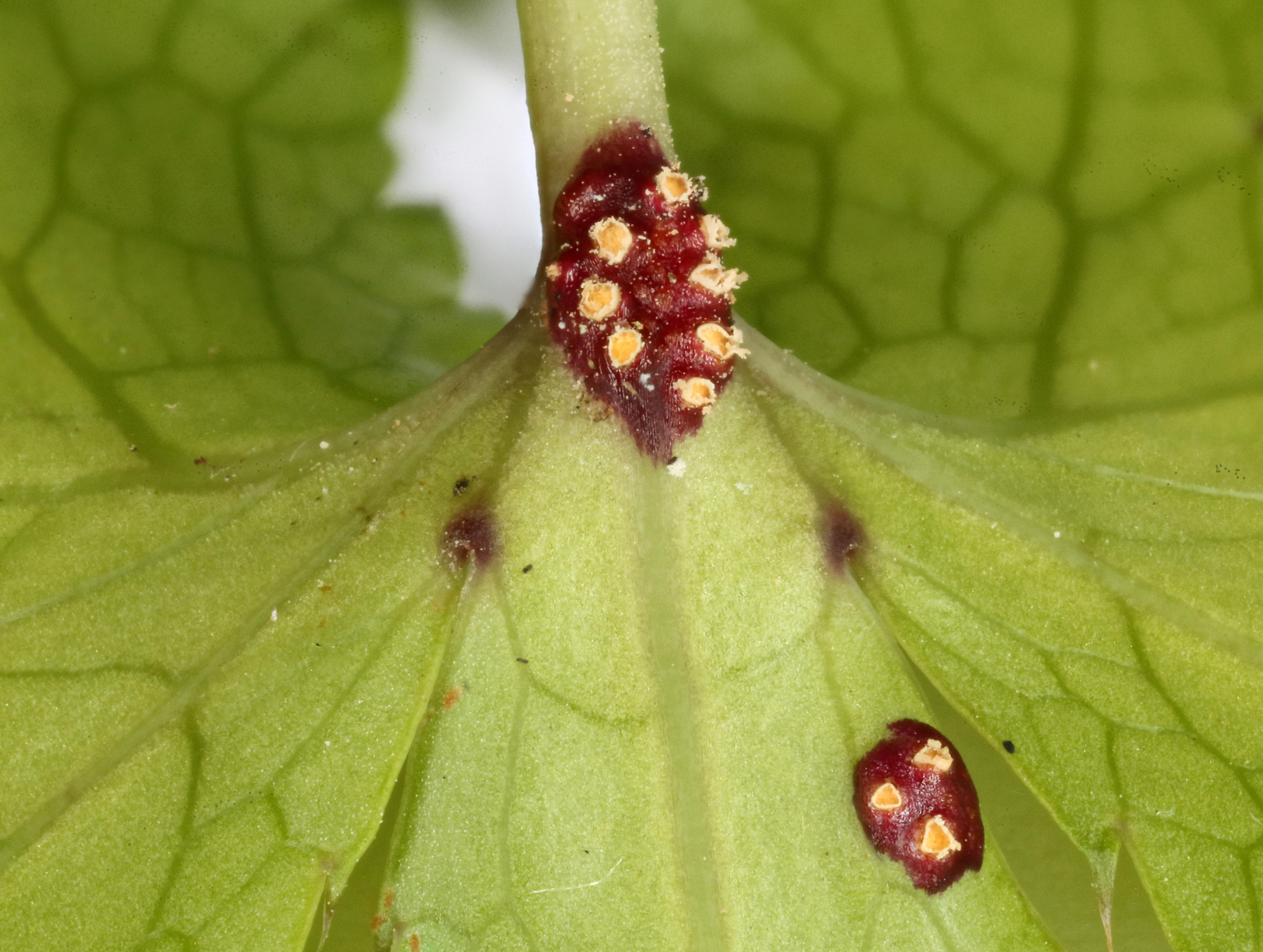
Vom Rostpilz Puccinia saniculae „befallenes“ Blatt

## Ökologie
Der Wald-Sanikel ist ein Hemikryptophyt.
Blütenökologisch handelt es sich um „Nektar führende Scheibenblumen“. Die Bestäubung des Wald-Sanikel erfolgt einerseits durch Insekten, andererseits kommt es auch oft zur Selbstbestäubung.
Die hakig bestachelten Doppelachänen zerfallen ohne die Fruchtträger in die beiden Teilfrüchte. Die Ausbreitung der Diasporen erfolgt als Klettfrüchte (Epizoochorie) oder durch den Wind. Die Früchte sind Wintersteher.
Der Wald-Sanikel kann vom Rostpilz Puccinia saniculae befallen werden.

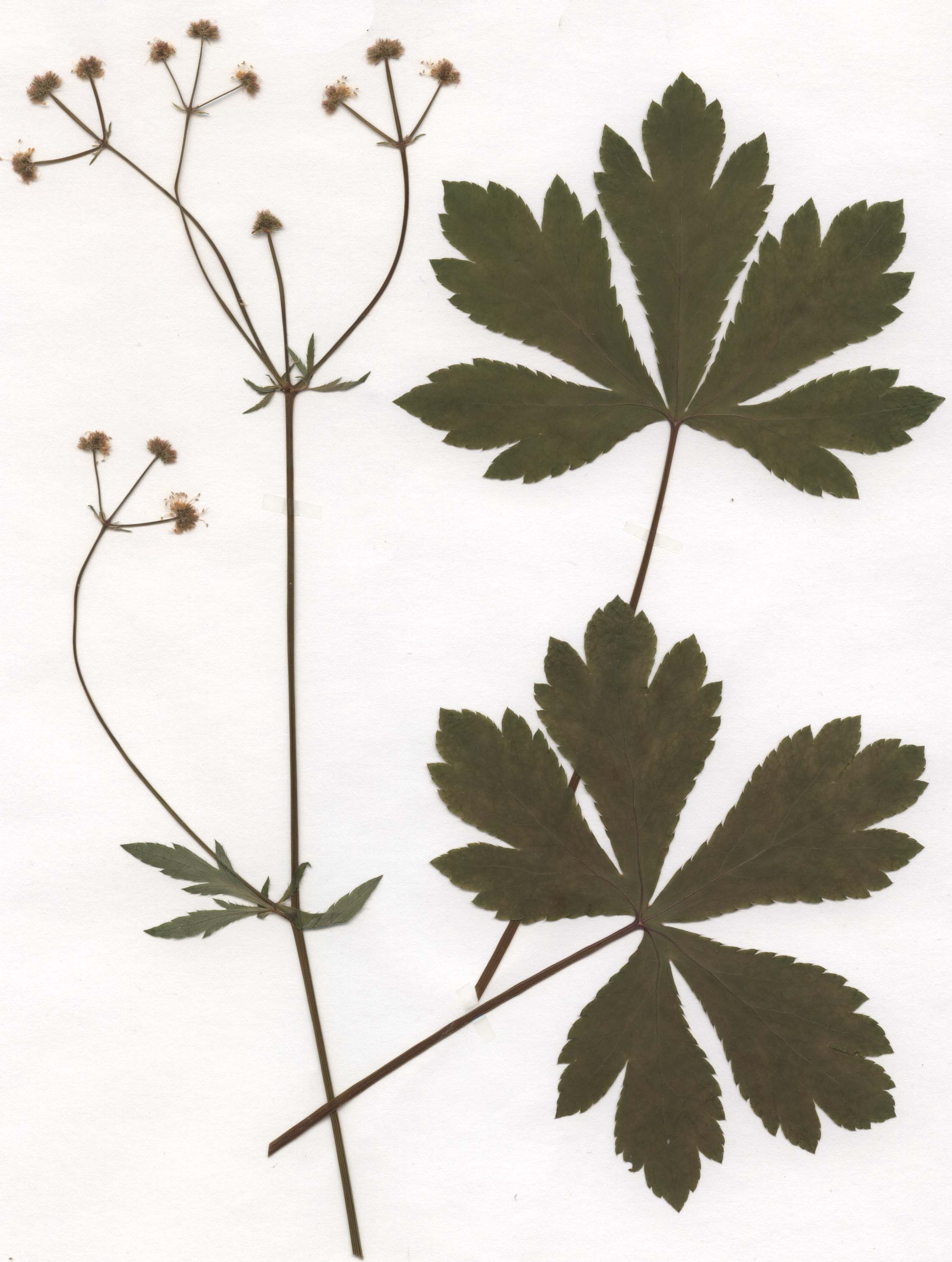
Sanicula europaea (Herbarbeleg)

## Vorkommen
Der Wald-Sanikel ist von Europa und Nordafrika bis Kleinasien, dem Kaukasusraum, Iran und Sibirien weitverbreitet. Er ist in Europa vom Mittelmeerraum bis Skandinavien beheimatet. In Europa kommt er in fast allen Ländern vor und fehlt nur auf Island. In Mitteleuropa kommt er zerstreut vor.
Der Wald-Sanikel ist in Deutschland weitverbreitet, kommt aber eher zerstreut vor. Nur in Nordwestdeutschland und kalkarmen Mittelgebirgen ist er seltener anzutreffen oder fehlt ganz. In den Allgäuer Alpen steigt der Wald-Sanikel in Tirol zwischen Elbigenalp und Bernhardseck bis zu einer Höhenlage von 1500 Meter auf. Im Berner Oberland erreicht er bei Wengen 1550 Meter, im Kanton Wallis und im Kanton Waadt 1700 Meter.
Sanicula europaea gedeiht einzeln an beschatteten, frischen bis mäßig trockenen, meist kalkreichen, basischen Standorten, meist auf Lehm-, seltener auch auf Schluffböden. Er wächst bevorzugt in Buchen- und Hainbuchenwäldern, seltener auch in (trockenen) Auenwäldern. Er ist in Mitteleuropa pflanzensoziologisch eine Charakterart der Ordnung Fagetalia.
Die ökologischen Zeigerwerte nach Landolt et al. 2010 sind in der Schweiz: Feuchtezahl F = 3 (mäßig feucht), Lichtzahl L = 2 (schattig), Reaktionszahl R = 4 (neutral bis basisch), Temperaturzahl T = 3+ (unter-montan und ober-kollin), Nährstoffzahl N = 3 (mäßig nährstoffarm bis mäßig nährstoffreich), Kontinentalitätszahl K = 2 (subozeanisch).

## Taxonomie
Der wissenschaftliche Name Sanicula europaea wurde 1753 von Carl von Linné in Species Plantarum, Tomus I, S. 235 erstveröffentlicht.

## Pharmakologie
Wie aus dem meist den Wald-Sanikel bezeichnenden Namen Sanikel (mittelhochdeutsch die oder der sanikel/sanickel, von mittellateinisch sanicula aus sanare „heilen“, mit Suffix -[i]cul: „die kleine Heilerin“) hervorgeht, wird diese Art schon lange als Heilpflanze genutzt. Als Heildroge dienen die zur Blütezeit gesammelten und getrockneten Grundblätter (Sanicula herba).
Als Wirkstoffe werden genannt: Triterpensaponine, Acylsaniculoside mit Barrigonolen als Aglyka, Laniaceen-Gerbstoffe, wie Rosmarinsäure und Chlorogensäure, Flavonoide und organische Säuren. Tannine und Allantoin konnten jedoch nicht gefunden werden, obwohl dies bisweilen noch behauptet wird.
Der Wald-Sanikel, genannt auch Bruchkraut, Heil aller Schäden und Wundsanikel, wurde früher fast als „Allheilmittel“ angesehen. Heute nutzt man überwiegend nur noch die wegen der Saponine vorhandene auswurffördernde Wirkung der Pflanzeninhaltsstoffe bei leichten Katarrhen der Atemwege.

## Geschichte
In den der Hildegard von Bingen zugeschriebenen Physica-Handschriften des 14. und 15. Jh. wurde der Wald-Sanikel – unter dem Namen sanicula – erstmals als Heilpflanze beschrieben. Entsprechend der Säftelehre wurde er als „warm“ eingestuft. Sein Saft wurde als angenehm schmeckend und heylsam sowie als wohltuend für den kranken Magen und die kranken Eingeweide beurteilt. Die grünende Pflanze sollte man mit der Wurzel ausreißen, in Wasser kochen und durchsieben. Zum Durchgesiebten sollten Honig und wenig Süßholz gegeben werden, sodass ein Honiggewürz entstehe. Um Schleim aus dem Magen zu entfernen und die kranken Eingeweide zu heilen, sollte dieser Trank oft nach dem Frühstück eingenommen werden. Langsam in der Sonne getrockneter und leicht pulverisierter Wald-Sanikel war für den Winter aufzuheben und wie der frisch bereitete zu verwenden. Wer durch Eisen verletzt wurde (Schnitt- und Stichverletzungen), sollte den frischen Saft der Pflanze oder das getrocknete Pulver in Wasser nach dem Frühstück einnehmen. Die Verletzungen würden so langsam von innen heraus heilen.
Ein in mittelalterlichen Texten vorkommender „Wilder Sanikel“ ist möglicherweise dieselbe, früher auch „Weiße Sanikel“ genannte Art. In Betracht dafür kommen aber auch andere Pflanzen wie Buschwindröschen, Grauer Alpendost, Grüner Alpendost und eine ganze Reihe anderer Pflanzen.
Im Mainzer Gart der Gesundheit (1485) bildete Erhard Reuwich den Wald-Sanikel erstmals naturgetreu ab. Im Text des „Gart“ (Kapitel CXLVIII) wurde der Wald-Sanikel neben sanickel auch ferraria maior und consolida minor sowie diapensia genannt. Damit wurde auf seine wundheilende Wirkung hingewiesen. Zur Kategorie consolida minor wurde auch das Gänseblümchen gezählt. Den Physica-Text zitierte der „Gart“ – ohne Quellenangabe – fast vollständig und fügte ein Rezept zur Herstellung eines Wundtranks an, der im Körper geronnenes Blut auflösen sollte. Zur Bereitung dieses Wundtranks waren Wald-Sanikel, Rundblättriges Wintergrün und Frauenmantel in Wein zu sieden.
Im Kapitel „Von sanickel wasser“ seines Kleinen Destillierbuchs vom Jahre 1500 erwähnte Hieronymus Brunschwig erstmals das Buschwindröschen.

### Historische Abbildungen

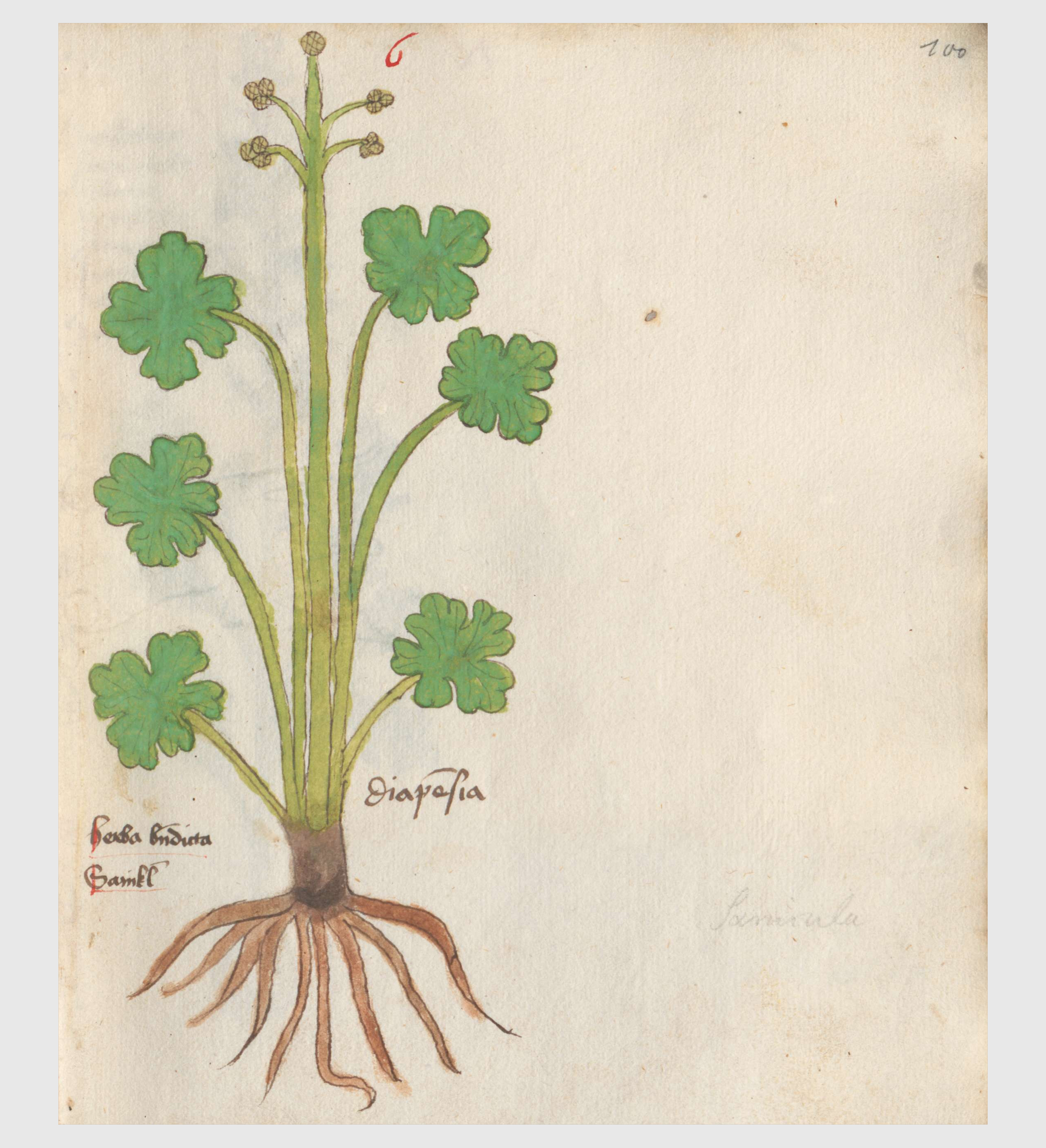
Vitus Auslasser 1479
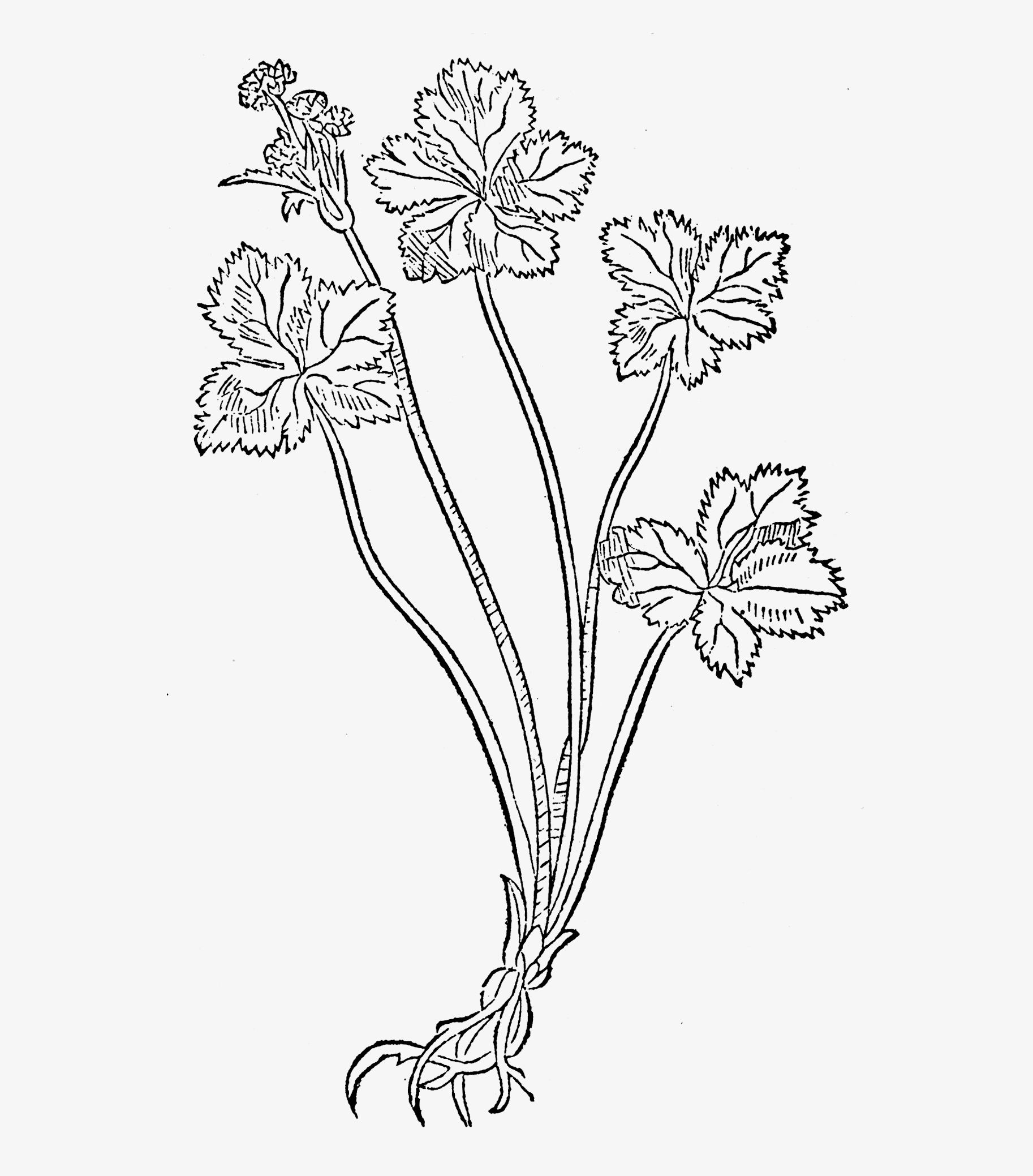
Gart der Gesundheit 1485
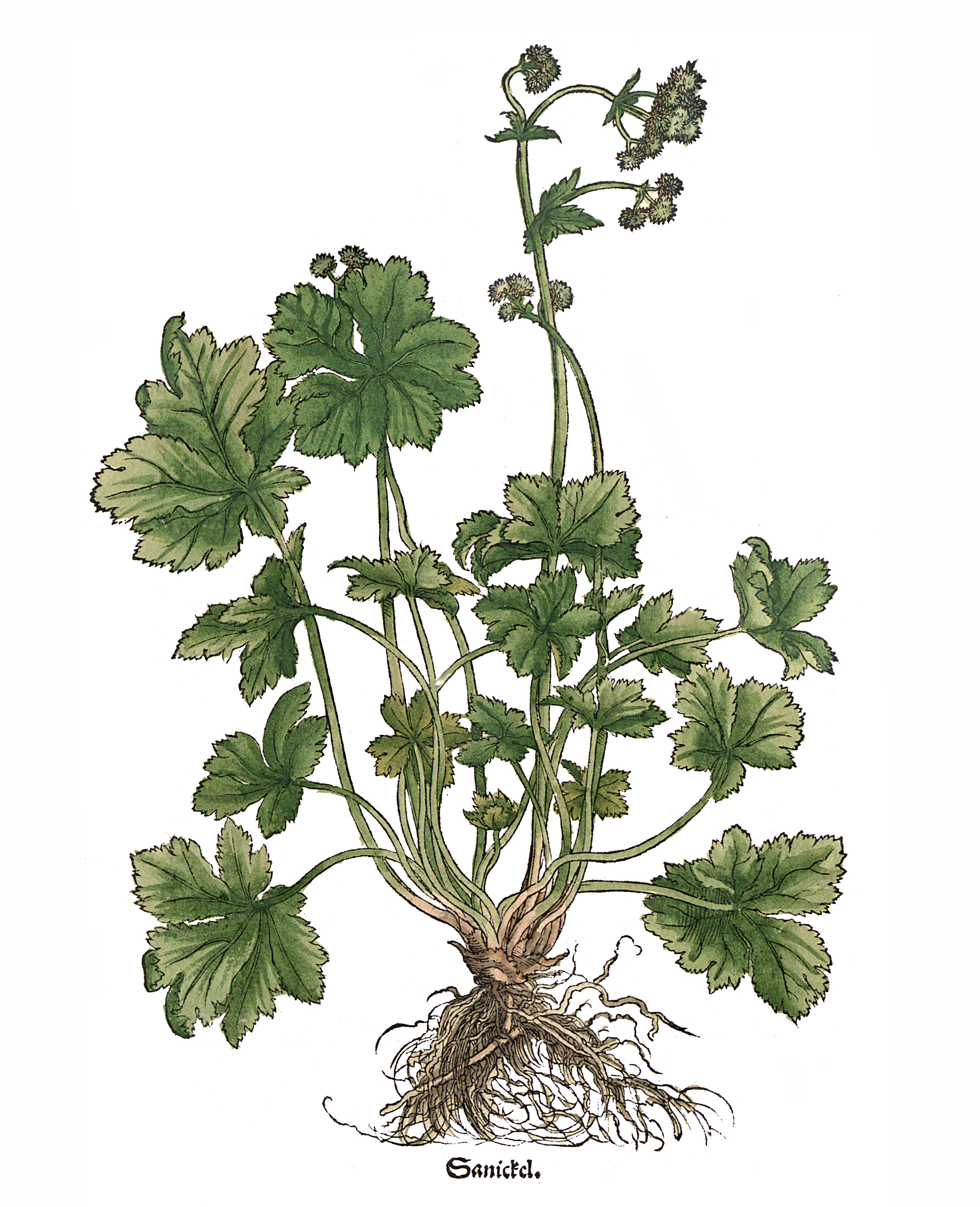
Otto Brunfels 1532
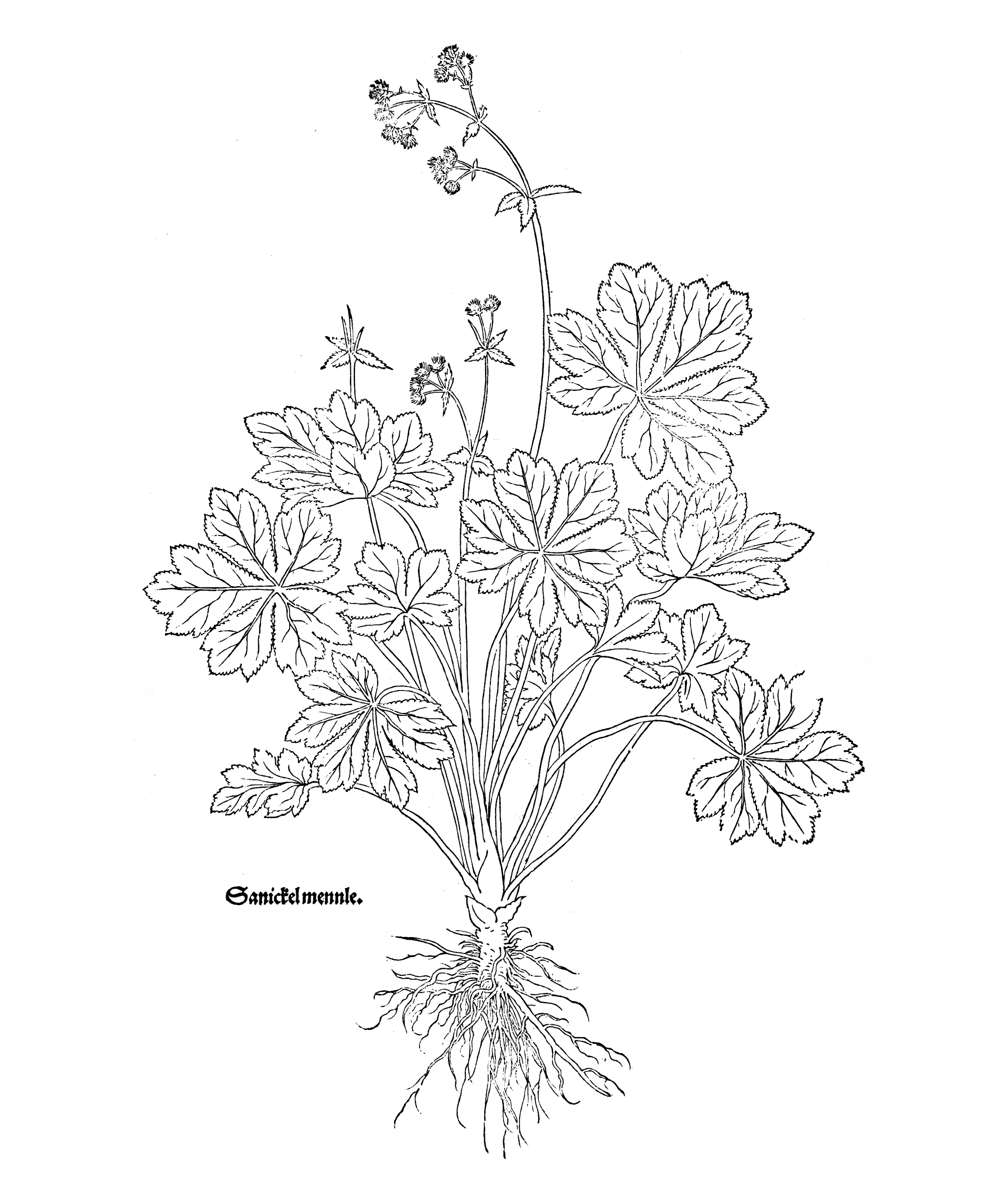
Leonhart Fuchs 1543
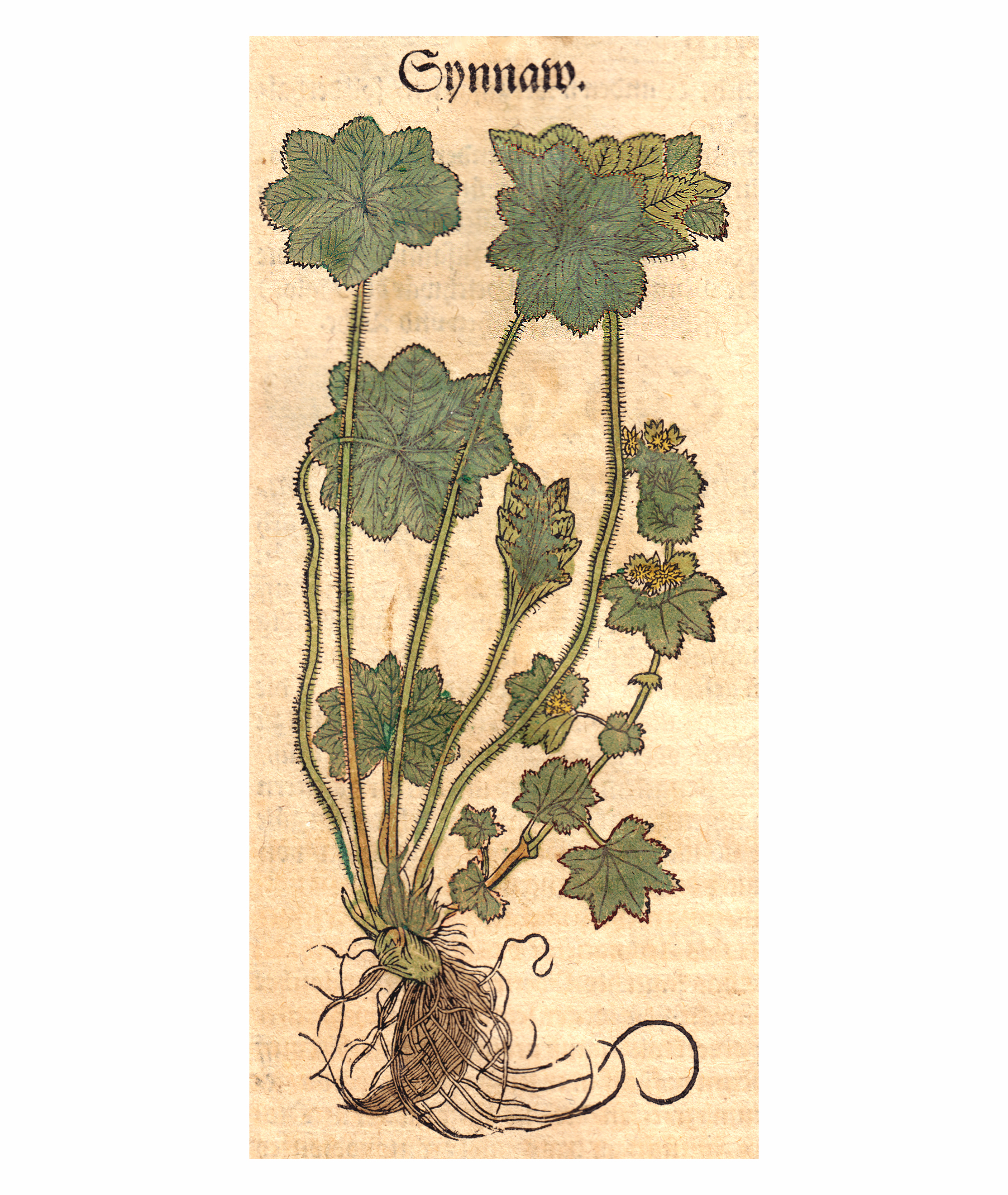
Hieronymus Bock 1546
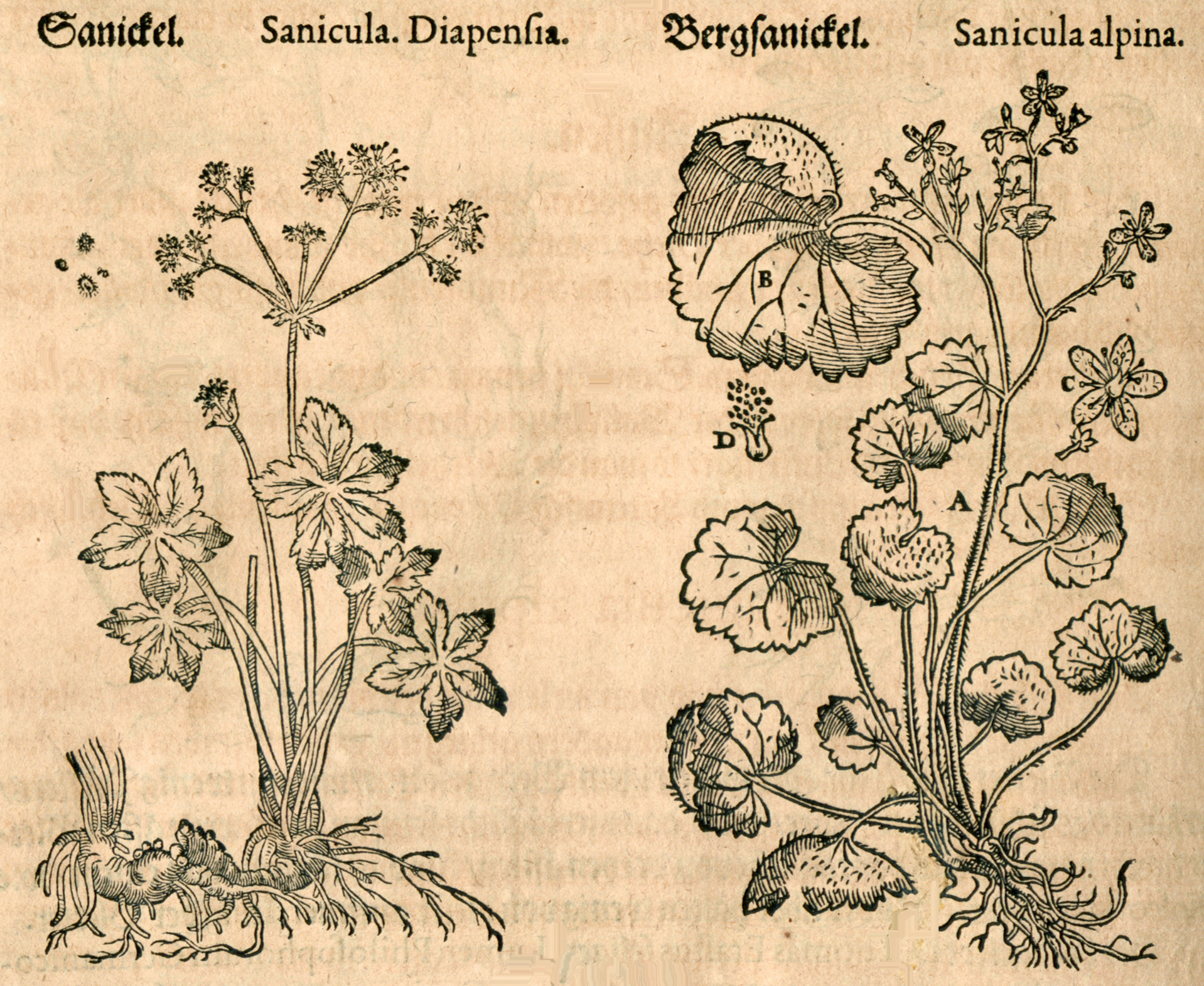
Mattioli / Handsch / Camerarius 1586